# .af
Pour les articles homonymes, voir AF.

.af est le domaine de premier niveau national (country code top level domain : ccTLD) réservé à l'Afghanistan. Il est administré par l'AFGNIC (Afghanistan Network Information Center), un service du PNUD et du gouvernement Afghan.

## Historique
Le registre des noms de domaines .af étant géré par le gouvernement afghan, il voit son fonctionnement mis à l’arrêt en 2021 après la prise de pouvoir des talibans avant de reprendre ses activités sous leur contrôle. Dans ce cadre, certains domaines comme queer.af se voient fermés.

## Sous-domaines
- com.af
- net.af
- org.af
- gov.af
- edu.af